# Parc national du Mercantour
Le parc national du Mercantour est un des onze parcs nationaux de France. Il est situé à cheval entre les départements des Alpes-Maritimes et des Alpes-de-Haute-Provence.
Il est plus particulièrement connu pour être l'un des plus sauvages de France, et l'un des plus variés en termes de paysages, abritant des contrastes très marqués : sa situation géographique très particulière, à proximité de la Côte d'Azur, apporte des touches méditerranéennes à ces montagnes alpines. C'est là que le loup a naturellement fait son retour en France en 1992 depuis l'Italie.
Son cœur est classé comme aire protégée de catégorie II par la Commission mondiale des aires protégées de l'Union internationale pour la conservation de la nature, tandis que son aire optimale d'adhésion est classée de catégorie V.

## Histoire
Afin de protéger la faune, les territoires centraux du massif du Mercantour ont d'abord été classés réserve royale de chasse en 1859 par le roi Victor-Emmanuel II, puis réserve de chasse en 1946 par arrêté préfectoral et réserve en 1953 par arrêté ministériel. En 1936, la Société nationale d'acclimatation de France, fondée en 1854 et devenue ensuite la Société nationale de protection de la nature, établit également la réserve naturelle du Lauzanier, intégrée au parc national du Mercantour lors de sa création.
Le parc national a été créé en 1979 par Jacques Florent. Depuis 1987, il est jumelé avec le parc régional voisin parco naturale Alpi Marittime en Italie (dans le massif de l'Argentera), avec lequel il possède 33 km de frontière commune et avec lequel un projet de parc européen est aussi à l'étude. En 1992, le loup fait un retour naturel depuis l'Italie. En 2009, un nouveau décret modifie son décret fondateur (1979), et sa charte est approuvée par le Premier ministre le 28 décembre 2012 et soumise à l'adhésion de ses 28 communes, après quatre années d'élaboration en concertation avec l'ensemble des partenaires du territoire. À ce jour, 23 des 28 communes ont souhaité s'engager dans cette charte.
En 2013, le site du parc national du Mercantour et du parco delle Alpi Marittime est inscrit sur les listes indicatives du patrimoine mondial de l'UNESCO des deux pays.
À partir de 2013, le parc bénéfice d'une entité de gestion commune avec le parc naturel des Alpes maritimes, côté italien, sous l'appellation de parc naturel européen, prélude à une inscription éventuelle au patrimoine mondial de l'humanité de l'UNESCO et laboratoire d'une coopération transfrontalière en matière de gestion d'espaces naturels protégés.
Les dix parcs nationaux de France se trouvent actuellement renforcés par Parcs nationaux de France, un établissement public chargé d'assurer la synergie des moyens généraux ainsi que l'image nationale et internationale de ces outils de protection de la nature.
En 2018, l'aire d'adhésion du parc national du Mercantour est étendue à la commune de Barcelonnette.

## Territoire

Le Mercantour en région Provence-Alpes-Côte d'Azur.

Le territoire du parc national du Mercantour s'étend sur deux départements, vingt et une communes, 68 500 hectares en zone centrale et 136 500 hectares en zone périphérique. Son point culminant est la cime du Gélas à 3 143 mètres.
Six vallées principales et deux "secondaires" composent le parc :
- la vallée de la Roya et de la Bévéra
- la vallée de la Vésubie
- la vallée de la Tinée
- la vallée du Haut-Var et du Cians
- la vallée de l'Ubaye
- la vallée du Verdon

Partie française de l'ancienne réserve de chasse des rois d'Italie qui occupait avant 1861 les deux versants des Alpes, le parc du Mercantour est jumelé depuis 1987 au parc naturel italien delle Alpi Marittime (anciennement de l'Argentera). Ces deux organismes gèrent en commun le suivi des espèces animales qui parcourent l'ensemble de ce domaine protégé. Ainsi les bouquetins gagnent leurs quartiers d'été dans le Mercantour après avoir hiverné dans l'Argentera, tandis que les mouflons effectuent le trajet inverse.

## Gestion et administration

Le logo du parc.

Le 2 novembre 2015, Charles Ange Ginésy est élu président du parc, fonction qu'occupa son père Charles Ginésy pendant un quart de siècle, de 1979 à 2005.

## Attraits touristiques

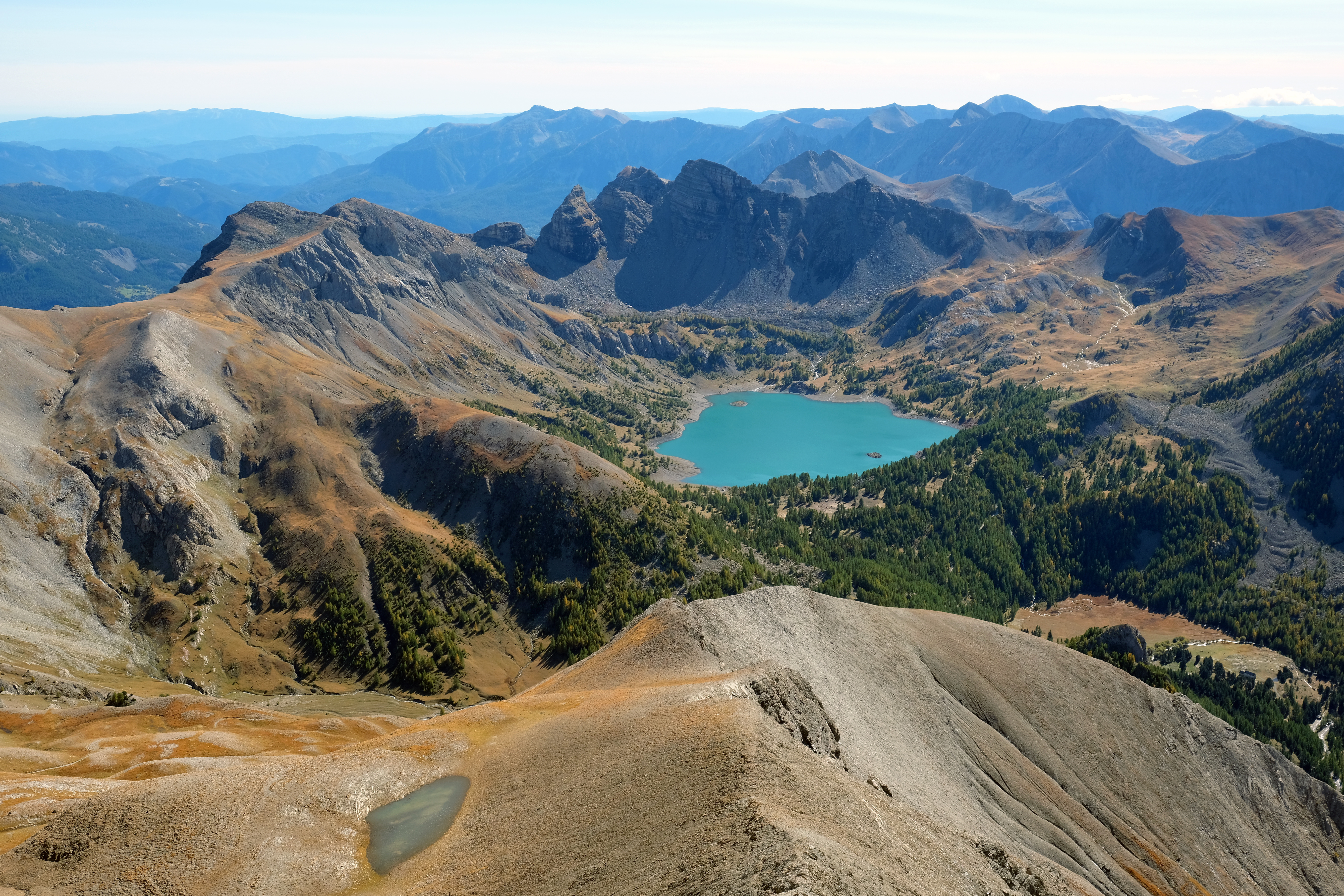
Le lac d'Allos vu depuis le Mont Pelat.

Le parc connaît un attrait croissant et est visité annuellement par plus de 800 000 visiteurs, pour de la randonnée pédestre, de l'alpinisme, du ski de randonnée…
Parmi les sites les plus visités :
- la vallée des Merveilles avec ses 40 000 gravures préhistoriques ;
- le lac d'Allos, plus grand lac naturel d'altitude en Europe ;
- le Boréon - la Gordolasque et la Madone de Fenestre pour leur atmosphère subalpine (forêt de mélèzes) et alpine.

Le parc possède 600 km de sentiers entretenus et balisés, dont le GR 5, le GR 52A qui constitue le sentier panoramique du Mercantour et traverse la vallée des Merveilles, le GR 56.
Témoins des affrontements du XVIIIe siècle, du XIXe siècle et de la Seconde Guerre mondiale de nombreux vestiges militaires subsistent sur le territoire du Parc, notamment autour de l'Authion et dans la Haute Tinée (Isola). Débris militaires et barbelés font l'objet de campagnes de nettoyage régulières.

## Géographie
Le noyau central du massif du Mercantour, dans le nord-est, le long de l'axe frontalier, est constitué de roches cristallines. Il est entouré de roches sédimentaires.
De nombreux glaciers (tels à la cime du Gélas, au mont Clapier, au lac d'Allos) recouvraient les hauteurs du massif jusqu'au début du XXe siècle. Avec l'action soutenue des cours d'eau, ils ont profondément marqué la morphologie des reliefs et vallées.

## Flore et faune
En 2007, les estimations faisaient état de 3 200 espèces végétales et animales. Après avoir conduit un inventaire de la biodiversité avec le parc naturel des Alpes maritimes (en italien : Parco naturale delle Alpi Marittime), le Mercantour fait état de plus de 8 000 espèces animales et végétales différentes.
En 2015, certains endroits affichent toutefois des taux de radioactivité au-dessus de la moyenne du fait de la catastrophe de Tchernobyl survenue en 1986, dont les retombées avaient été particulièrement intenses dans le sud-est de la France, notamment entre les Alpes-Maritimes et les Alpes-de-Haute-Provence. Dans le secteur du col de la Bonette-Restefond, le taux de radioactivité est toujours deux fois supérieur à la normale à un mètre sous le sol. La Criirad révèle également que « les niveaux de radiation au contact du sol dépassent toujours, sur les zones d'accumulation, des valeurs plusieurs dizaines de fois, voire plus de 100 fois, supérieures au niveau naturel » et qu'une exposition de deux heures serait toujours non-négligeable.

### Flore
Du fait de la variété du terrain et du climat (influencé par la jonction des Alpes et de la Méditerranée), le parc possède plus de 2 000 espèces de plantes dont plus de 40 endémiques, telles des saxifrages, des orchidées.
Peuplant les pentes, feuillus (chêne pubescent, pin sylvestre, chêne vert) et résineux (sapin, épicéa, puis mélèze et pin cembro) se succèdent au fil de l'altitude jusqu'à 2 200 mètres.

### Faune

#### Faune sauvage

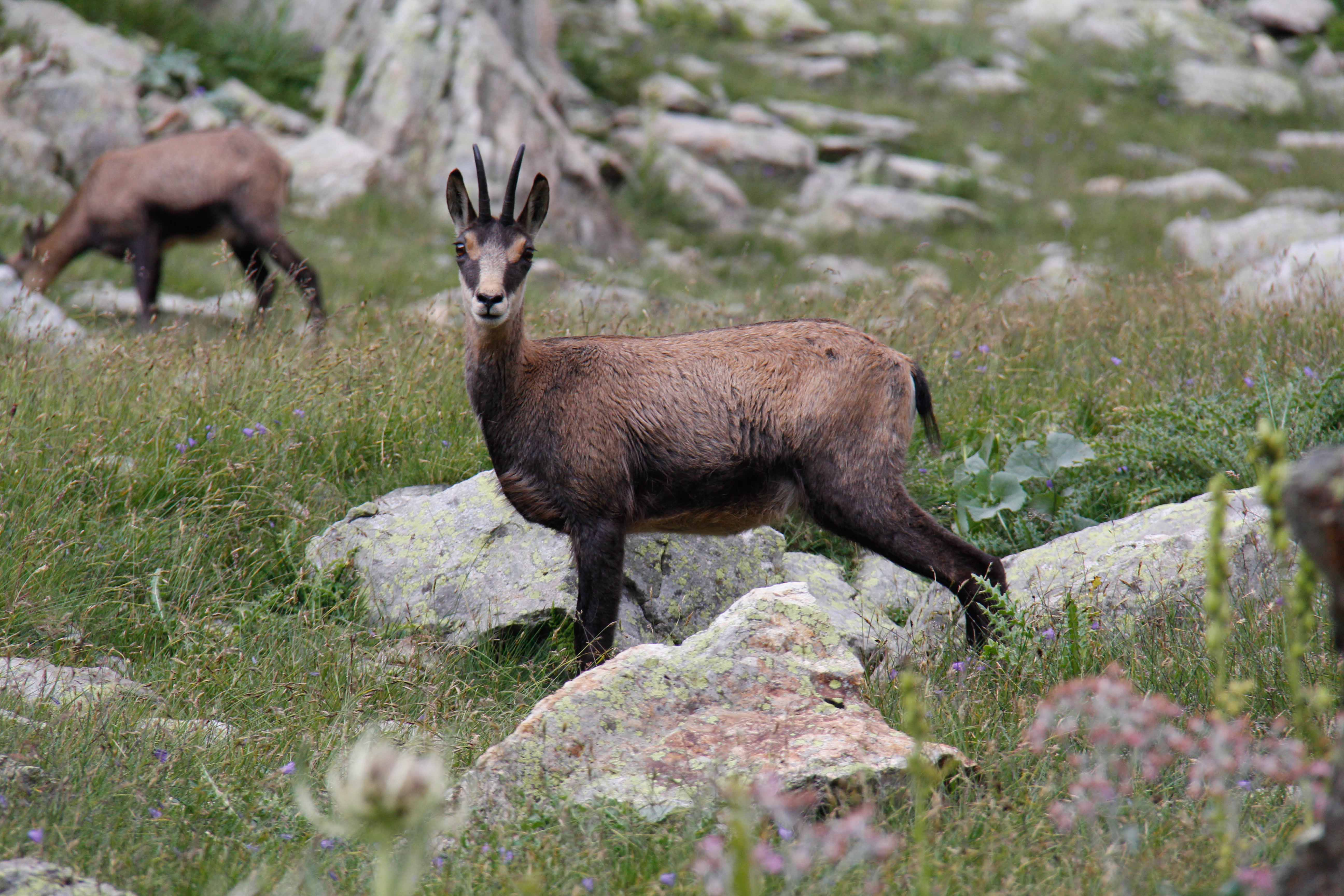
Chamois.

On y a dénombré plusieurs centaines d'espèces (certaines sont présentes depuis la fin des glaciations) dont notamment 197 espèces de vertébrés sur le territoire dont 53 sont menacées.
Grâce à l'action du parc national, ces animaux qui, pour certains, ont failli disparaître, fréquentent à nouveau les montagnes du Mercantour.
Protégés par les statuts du parc, cerfs, sangliers, chevreuil, chamois (plus de 8 000 individus), bouquetins (1 100 individus), mouflons prospèrent, ainsi qu'une multitude de marmottes.
Sur ce même territoire, 153 espèces d'oiseaux permettent des rencontres inattendues : la chouette de Tengmalm habituée aux basses températures côtoie le hibou petit-duc d'Afrique du Nord. Dans les airs ou sur terre, il est également possible d'observer le gypaète barbu (réintroduit dans le parc depuis 1993), l'aigle royal, le tétras lyre, le lagopède, mais aussi chocard à bec jaune ou crave à bec rouge en altitude.

#### Loups du parc
L'administration du parc aussi eu la tâche de gérer le retour des loups (entre trente et quarante individus en 2010) venus de façon naturelle des Abruzzes en Italie. Des habitants des villages de montagne ont aperçu les premiers loups dans le parc autour du lac d'Allos dès le printemps 1989 ; la première observation officielle a fait état de deux loups aperçus par des gardes du parc le 5 novembre 1992. Elle a conduit une politique active de soutien auprès des bergers, dont les bêtes sont directement exposées au nouveau problème de cohabitation. Des mesures ont été prises : parcage des troupeaux la nuit et introduction d'un chien de berger (le patou des Pyrénées) censé prémunir des attaques de loups. Ces éléments sont parfois insuffisants dans certains contextes, aussi le soutien moral des éleveurs et bergers reste une priorité dans de nombreux cas, que le parc national ne peut gérer seul, étant d'ailleurs parfois mal placé pour le faire car trop assimilé à un protecteur de cette espèce.
De plus les loups ont largement essaimé dans divers autres massifs alpins français : les Alpes du Nord (Vercors, les Hautes-Alpes, l'Isère, la Drôme, la Savoie…), mais aussi les Pyrénées-Orientales et le Massif central.

#### Élevage

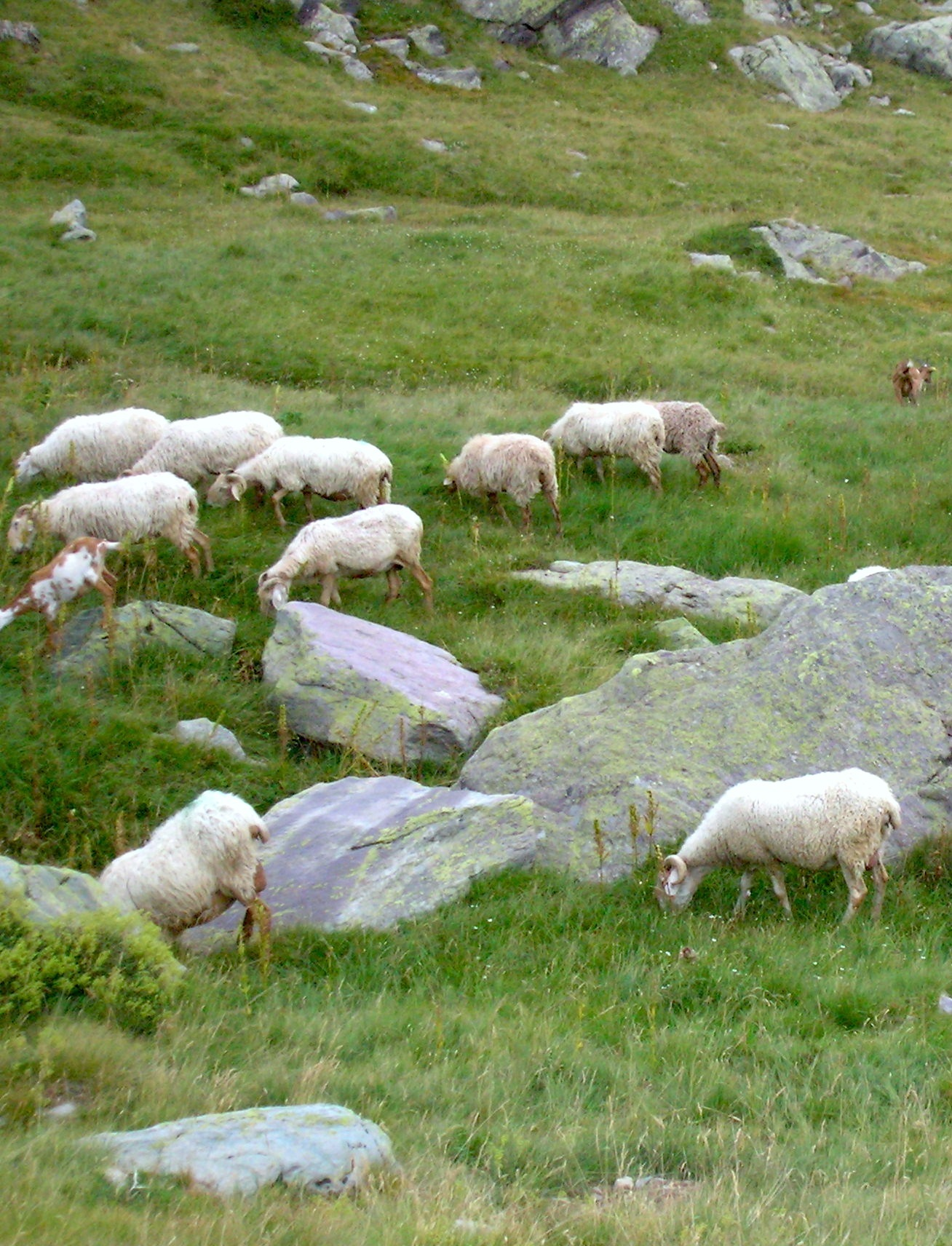
Moutons de race Brigasque dans la vallée des Merveilles.

Les éleveurs locaux favorisent l'élevage ovin depuis plusieurs générations. Les élevages bovin, caprin et ovin, en particulier de la Brigasque, race locale de moutons, menacée de disparition, sont eux minoritaires : en 2002, le parc comptait 85 000 moutons, dont 500 brigasques, et 670 vaches. À noter qu'une forte part des moutons n'est présente que durant l'estive, du fait de la transhumance de troupeaux venant principalement de Provence pour les ovins et d'Italie pour les bovins.

### Inventaire du vivant
En association avec le parc italien, un inventaire du vivant sans précédent en Europe est en cours de réalisation depuis 2007 sur le territoire des deux parcs. Sur une période de dix ans, des chercheurs vont dresser un inventaire de la biodiversité de cette zone naturelle. Les principales espèces concernées par ce travail sont les petits invertébrés. En 2008, seul le parc national américain des Great Smoky Mountains a déjà lancé un programme, depuis 1998, d'un telle envergure de recensement du vivant sur une zone délimitée.

## Projet controversé desBalcons du Mercantour

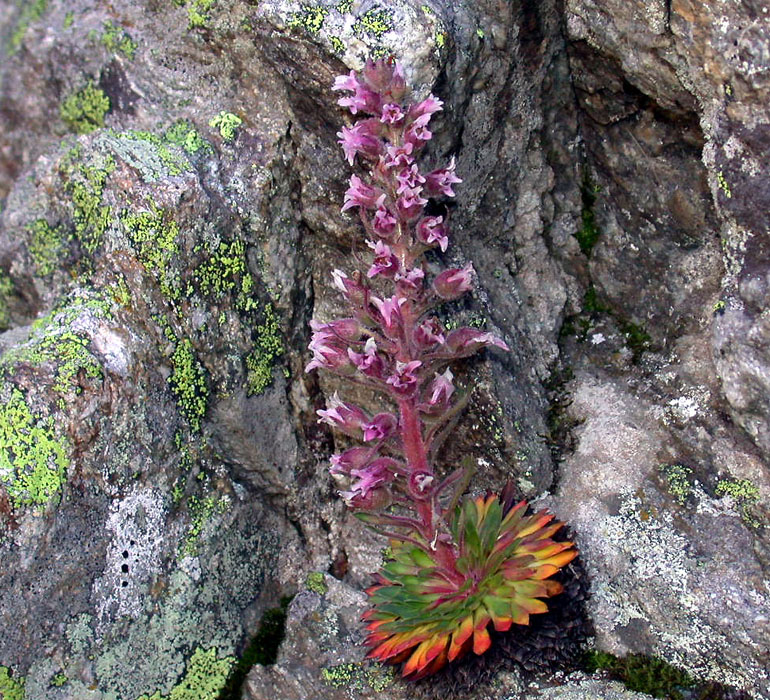
Saxifrage à nombreuses fleurs.

En août 2008, le président du conseil général des Alpes-Maritimes, Christian Estrosi, lance un projet d'aménagement de sentiers en montagne baptisé Balcons du Mercantour. Ce projet, d'un coût de 20 000 000 € , vise, à terme (2011), à la création d'un itinéraire de randonnée de haute altitude, reconnu internationalement, à l'image du Tour du Mont-Blanc, de Chamonix-Zermatt ou des Dolomites et prévoit la création ou le réaménagement de 140 kilomètres de sentiers le long de la crête frontalière du massif du Mercantour-Argentera et la construction ou la réhabilitation de douze refuges (dont certains en zone centrale du Parc national). Une des volontés affichées du projet est d'ouvrir l'accès à la montagne au plus grand nombre, et en particulier aux familles, plus précisément, il s'agit d'en faire un « produit d'appel accessible à tout un chacun » selon les termes de M. Estrosi.
Cette annonce, faite alors que des pelleteuses et de la dynamite sont déjà en action, mobilise très rapidement une forte opposition, certains défenseurs de l'environnement y voyant une irruption du tourisme de masse dans un espace protégé par le statut de parc national, soulignent que la zone concernée par la première tranche des travaux est riche en espèces végétales protégées (notamment le Saxifrage à nombreuses fleurs, endémique au Mercantour) et dénoncent le manque de concertation dans ce dossier.
Deux manifestations successives (Refuge de Rabuons, samedi 20 septembre 2008 et Centre Administratif Des Alpes Maritimes, vendredi 26 septembre 2008) rassemblent quelques représentants du personnel du parc national du Mercantour, des botanistes, des pratiquants de la montagne et des élus locaux.
Le 25 septembre 2008, Christian Estrosi annonce l'arrêt des travaux pour une durée de six mois et met finalement en place une commission de concertation.
Le projet est actuellement abandonné.

## Films tournés dans le Parc du Mercatour
- 2011 : Au Soldat Inconnu, les enfants de la Résistance, de Thomas Lemoine
- 2014 : Minuscule, de Thomas Szabo et Hélène Giraud
- 2023 : Sur les Chemins Noirs de Denis Imbert